# Прапор Австрії
Держа́вний пра́пор А́встрії складається з двох червоних і центральної білої горизонтальних смуг. Червоний колір покликаний символізувати кров патріотів, пролиту в боротьбі за свободу і незалежність Австрійської Республіки. Білий колір — символ свободи, завойованої народом Австрії в результаті повалення в цій країні монархічного режиму. Крім того, згідно з офіційною версією затвердження символіки кольорів австрійського прапора, біла смуга означає Дунай, що перетинає територію Австрії з заходу.

## Конструкція прапора
|                     |
| Конструкція прапора |

## Галерея

Прапор Австрійського герцогства (1156–1453)
Прапор Австрійського ерцгерцогства (1453–1804)
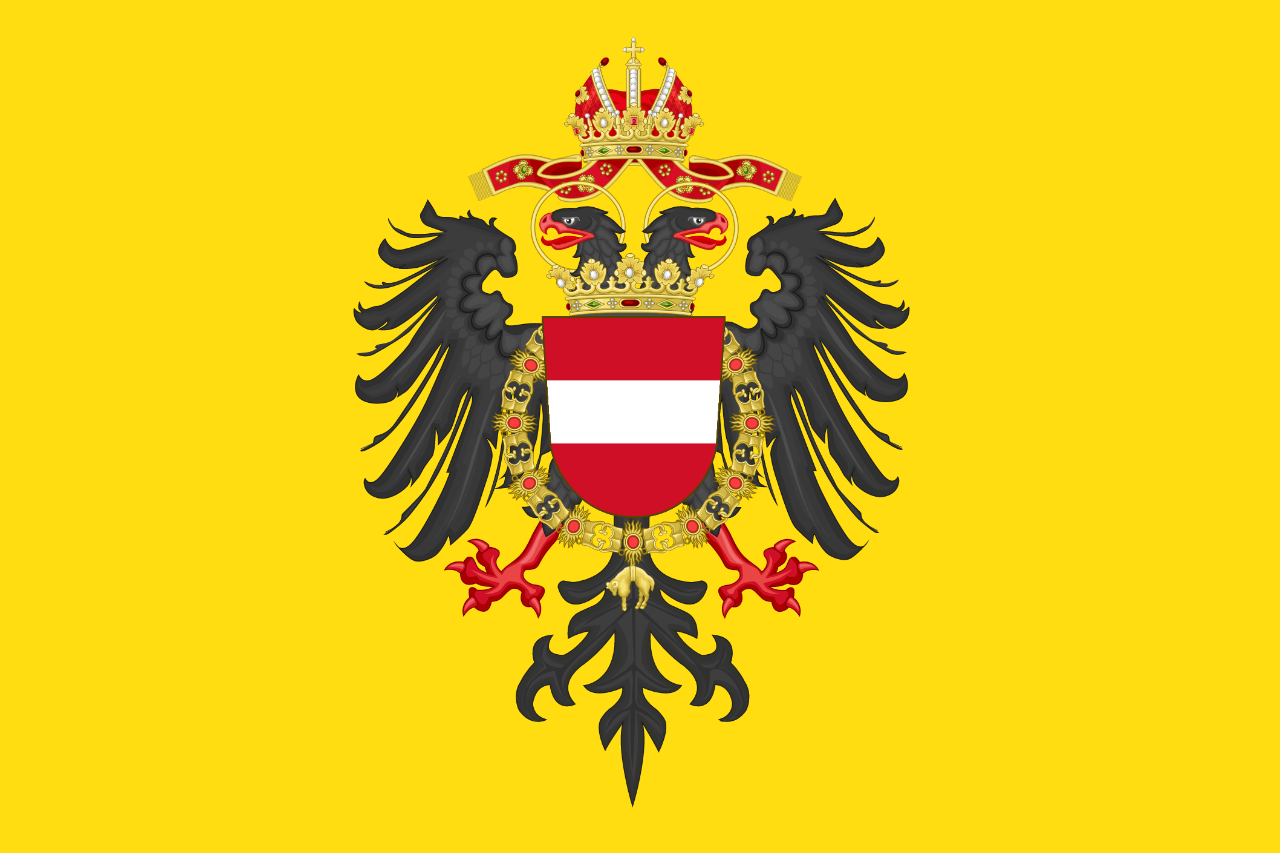
Прапор Австрійської монархії (1685-1740)
Прапор Австрійської імперії (1804–1867)
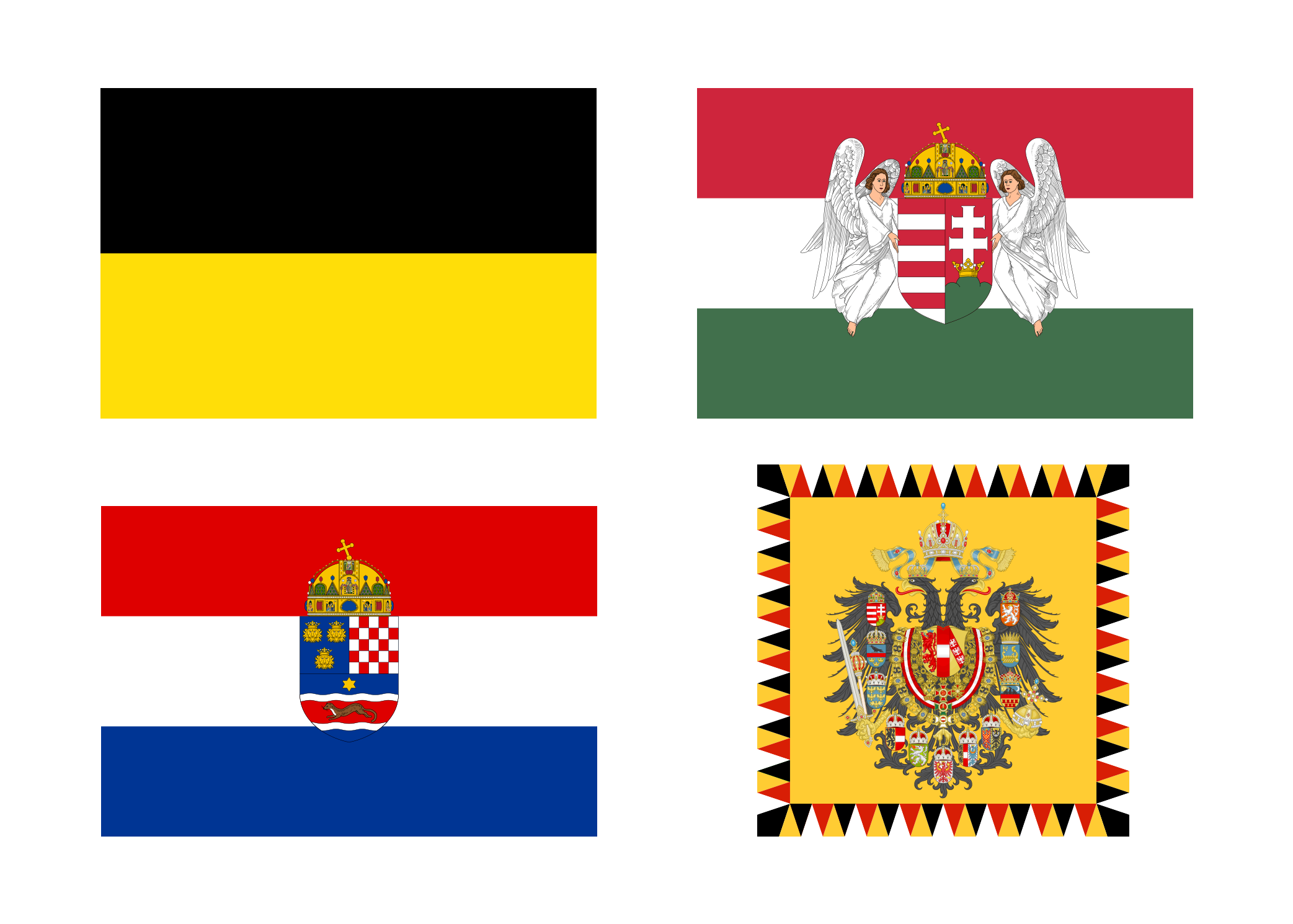
Прапори, які використовувалися в Австро-Угорської імперії (1867-1918)